# Para (hinduizem)
Para je sanskrtski izraz, ki pomeni najvišje.
V hinduizmu je para največji svetovni cikel, ki se periodično ponavlja, in časovno obdobje od nastanka sveta do velikega razkroja imenovanega mahapralaja. Ena para traja sto brahmovih let kar znese 72 milijonov mahajug; to pa ustreza 311,04 bilijonom človeških let, ozitoma 864 miljardam božjih let. Ob koncu pare se začenja splošni propad sveta, po veliki svetovni noči pa nastaneta nov svetovni dan in novo vesolje.
Ena para je življenjska doba vsakokratnega stvarnika sveta (Brahme).